# هاري بي. كوفي
هاري بي. كوفي هو سياسي أمريكي، ولد في 16 مارس 1890 في هاريسون في الولايات المتحدة، وتوفي في 3 أكتوبر 1972 في أوماها في الولايات المتحدة. نشط حزبياً في الحزب الديمقراطي. وقد انتخب عضو مجلس النواب الأمريكي ‏.